# 日本航空学園千歳滑空場
日本航空学園千歳滑空場（千歳滑空場・ちとせかっくうじょう）は、北海道千歳市に所在した場外離着陸場。学校法人日本航空学園が運営する日本航空大学校 北海道千歳キャンパスの敷地内にあるが、滑走路に太陽光パネルが設置されるなど、事実上使用不可能の状態にある。

## 施設概要
- 種別：場外離着陸場（休止中）
- 滑走路：800m✕29m

磁方位：01/19
飛行場標点：42°46’46″ N/141°37’24″ E
標高：55m
路面：Asphalt
- 所在地：北海道千歳市泉沢1007
- 管理者：学校法人 日本航空学園